# Resultados do Carnaval do Rio de Janeiro em 2000
Nesta página estão listados os resultados dos concursos de escolas de samba e de blocos de enredo do carnaval do Rio de Janeiro do ano de 2000. Os desfiles foram realizados entre os dias 4 e 11 de março de 2000.
O carnaval do Grupo Especial foi temático, em comemoração ao aniversário de quinhentos anos da descoberta do Brasil pelos portugueses. Todas as escolas escolheram enredos sobre a história do Brasil. O ano também foi marcado pelo impasse entre a Unidos da Tijuca e a Arquidiocese do Rio de Janeiro sobre um painel com a pintura de Nossa Senhora da Boa Esperança e uma cruz de madeira que seriam utilizadas no abre-alas da escola. Os objetos chegaram a ser apreendidos pela polícia e o carnavalesco da Tijuca foi detido. O caso foi parar na Justiça, que liberou a utilização dos símbolos religiosos. Em acordo com a Arquidiocese, a Tijuca decidiu manter a cruz e modificar o painel. Outra polêmica ocorreu no desfile da Porto da Pedra, pelo fato da modelo Ângela Bismarchi desfilar nua, com o corpo pintado com um desenho da bandeira brasileira. Correndo risco de ser presa por vilipêndio aos símbolos nacionais, a modelo precisou cobrir o corpo.
Assim como no ano anterior, a Imperatriz Leopoldinense foi a campeã por meio ponto de diferença para a Beija-Flor. A Imperatriz conquistou seu sétimo título no carnaval carioca com um desfile sobre a descoberta do Brasil. O enredo "Quem Descobriu o Brasil, Foi Seu Cabral, no Dia 22 de Abril, Dois Meses Depois do Carnaval" foi desenvolvido pela carnavalesca Rosa Magalhães, que garantiu seu quinto título no carnaval do Rio. Após 21 anos consecutivos na elite do carnaval, a Vila Isabel foi rebaixada para a segunda divisão junto ao Porto da Pedra.
Império Serrano foi o campeão do Grupo A, sendo promovido à primeira divisão juntamente com a vice-campeã, Paraíso do Tuiuti. Leão de Nova Iguaçu venceu o Grupo B. Unidos da Vila Kennedy conquistou o título do Grupo C. Alegria da Zona Sul ganhou o Grupo D. Em seu carnaval de estreia, Acadêmicos da Barra da Tijuca foi a campeã do Grupo E. Entre os blocos de enredo, China conquistou o título do Grupo 1; Independente da Praça da Bandeira foi o campeão do Grupo 2; Grilo de Bangu ganhou o Grupo 3; e Cometas do Bispo venceu o Grupo de Avaliação.

## Grupo Especial
O desfile do Grupo Especial foi organizado pela Liga Independente das Escolas de Samba do Rio de Janeiro (LIESA) e realizado no Sambódromo da Marquês de Sapucaí, a partir das 20 horas dos dias 5 e 6 de março de 2000. Em comemoração ao aniversário de quinhentos anos da descoberta do Brasil pelos portugueses, a LIESA decidiu que todas as escolas teriam enredos referentes ao país. A própria Liga forneceu 21 opções temáticas para as agremiações. Cada escola recebeu uma quantia extra de quinhentos mil reais da Prefeitura do Rio de Janeiro para confeccionar os desfiles. Este foi o segundo desfile temático da história do carnaval carioca. Em 1965, as escolas desfilaram com enredos ligados ao Rio de Janeiro, em comemoração ao quarto centenário da cidade.
Ordem dos desfiles
Seguindo o regulamento do ano, a campeã de 1999, Imperatriz Leopoldinense, pôde escolher dia e posição de desfile. A primeira noite de apresentações foi aberta pela vice-campeã do Grupo A do ano anterior, Unidos do Porto da Pedra; enquanto a segunda noite foi aberta pela campeã do Grupo A do ano anterior, Unidos da Tijuca. A ordem de desfile das demais escolas foi definida através de sorteio realizado no dia 14 de junho de 1999, na quadra da Imperatriz.
| Domingo (05/03/2000) | Segunda-feira (06/03/2000) |

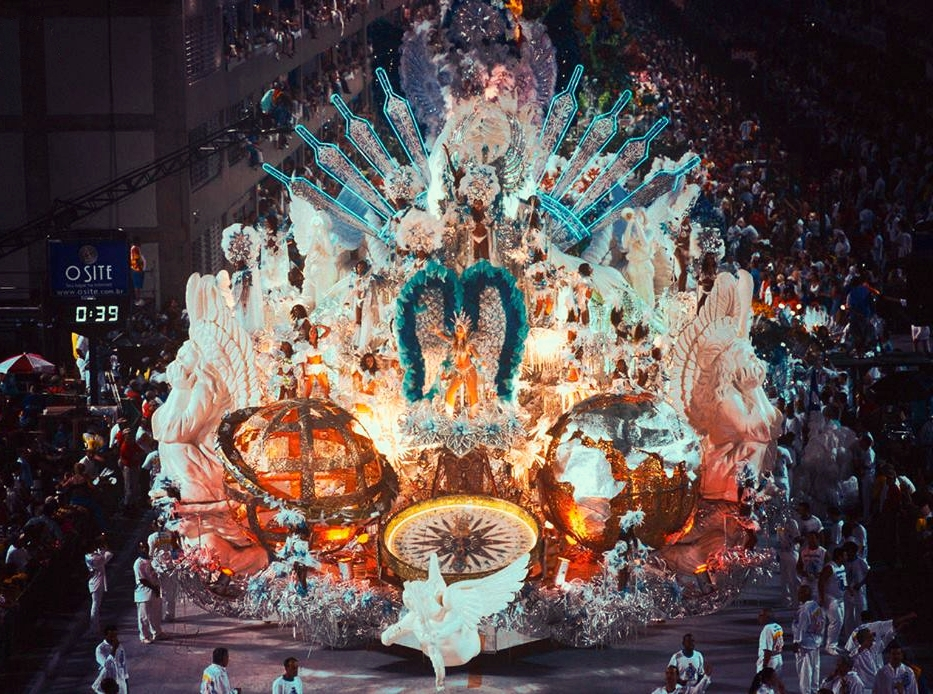
Carro abre-alas da Beija Flor em 2000, a escola foi vice-campeã do Grupo Especial.

| 1. Unidos do Porto da Pedra 2. Acadêmicos do Grande Rio 3. Unidos de Vila Isabel 4. Caprichosos de Pilares 5. Tradição 6. Mocidade Independente de Padre Miguel 7. Portela | 1. Unidos da Tijuca 2. Estação Primeira de Mangueira 3. Acadêmicos do Salgueiro 4. Imperatriz Leopoldinense 5. União da Ilha do Governador 6. Beija-Flor 7. Unidos do Viradouro |

Quesitos e julgadores
Foi mantida a quantidade de três julgadores por quesito. Dez quesitos foram julgados, ante nove do ano anterior. O quesito Conjunto, fora do julgamento desde 1997, voltou a ser avaliado.
| Quesitos | Quesitos                     | Julgador 1               | Julgador 2          | Julgador 3           |
| -------- | ---------------------------- | ------------------------ | ------------------- | -------------------- |
|          | Mestre-Sala e Porta-Bandeira | Marly Leal               | Tito Canha          | Rita de Cássia Costa |
|          | Comissão de Frente           | Mário Cardoso            | Maysa Chebabi       | Aníbal La Valle      |
|          | Fantasias                    | Márcia Barroso do Amaral | Ana Maria Peixoto   | Lourdes Luz          |
|          | Alegorias e Adereços         | Mário Fraga              | Rogério Kato        | Marco Antônio        |
|          | Conjunto                     | Ricardo Rizzo            | José Clécio Quesado | Dulce Tupy           |
|          | Enredo                       | Aderbal Freire Filho     | Enrique Antônio     | Guilherme Fiuza      |
|          | Evolução                     | Carlos Pousa             | Otoniel Serra       | Marília Reis Ferolla |
|          | Harmonia                     | Ernani Lopes             | Carlos Batista      | Hélio Capucci        |
|          | Samba-Enredo                 | Rui Maurity              | Eri Galvão          | Sidney Lobo Vianna   |
|          | Bateria                      | Ivan Paulo               | Mário Jorge Bruno   | Cláudio Luiz Matheus |

### Classificação

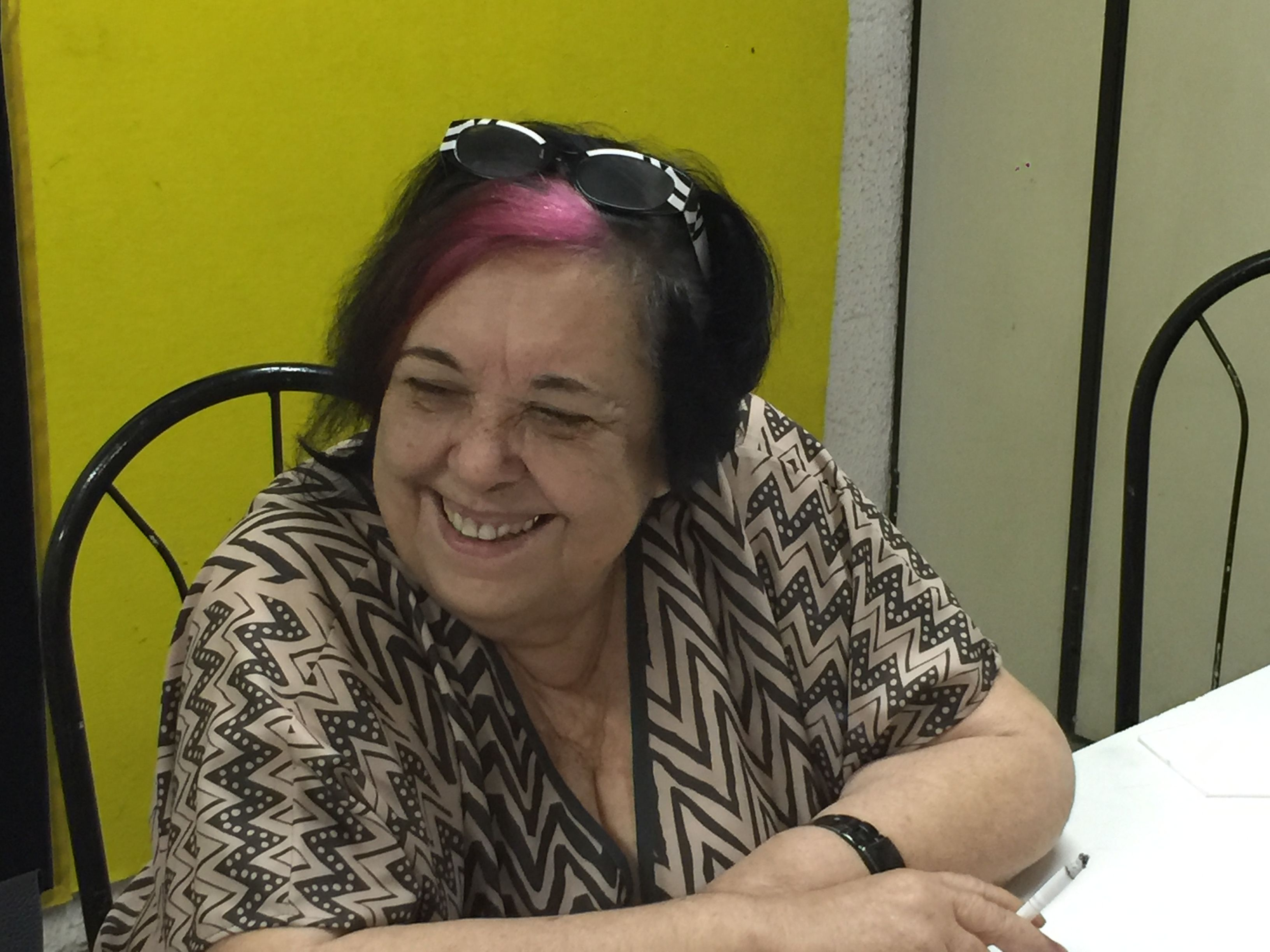
Carnavalesca da Imperatriz, Rosa Magalhães conquistou seu quinto título.

As quatro primeiras colocações foram exatamente as mesmas do carnaval anterior. A Imperatriz Leopoldinense conquistou seu sétimo título no carnaval carioca. Quarta escola da segunda noite, a Imperatriz realizou um desfile sobre o descobrimento do Brasil. O enredo "Quem Descobriu o Brasil, Foi Seu Cabral, no Dia 22 de Abril, Dois Meses Depois do Carnaval" foi desenvolvido pela carnavalesca Rosa Magalhães, que garantiu seu quinto título no carnaval do Rio. O desfile retratou toda a expedição saída de Portugal até a chegada ao Brasil. Em toda a apuração, a escola perdeu apenas meio ponto (no quesito Mestre-Sala e Porta-Bandeira).
A Beija-Flor novamente ficou com o vice-campeonato por meio ponto de diferença para a Imperatriz. O desfile da Beija-Flor apontou uma "conspiração celestial" que determinou o Brasil como "pátria de todos os povos". Terceira colocada, a Unidos do Viradouro retratou os paraísos e infernos vividos por índios, negros e brancos na história do Brasil. Com um desfile sobre as cores da bandeira do Brasil, a Mocidade Independente de Padre Miguel se classificou em quarto lugar. Cada setor do desfile apresentou uma cor da bandeira, com fantasias e alegorias monocromáticas. Campeã do Grupo A no ano anterior, a Unidos da Tijuca conquistou a última vaga do Desfile das Campeãs apresentando um enredo semelhante ao da campeã Imperatriz, sobre a expedição que resultou no Descobrimento do Brasil e a primeira semana dos navegadores no Brasil. Dias antes do desfile, a polícia, a pedido da Arquidiocese do Rio de Janeiro, apreendeu um painel com a pintura de Nossa Senhora da Boa Esperança e uma cruz de madeira que estaria no abre-alas da escola. A alegoria representava a celebração da primeira missa no Brasil. O carnavalesco da escola, Chico Spinoza, chegou a ser detido. O caso foi parar na Justiça, que liberou a utilização dos símbolos religiosos. Em acordo com a Arquidiocese, a Tijuca decidiu manter a cruz, mas modificar o painel.
Acadêmicos do Salgueiro foi a sexta colocada com um desfile sobre a chegada da Família Real Portuguesa ao Brasil e a transição do Brasil de Colônia para Reino, no começo do século XIX. Sétima colocada, a Estação Primeira de Mangueira abordou a luta dos negros pela liberdade, tendo como fio condutor a figura de Dom Obá, príncipe da nação iorubá que chegou ao Brasil como escravo. Com um desfile sobre os artistas de desafiaram a Ditadura Militar no Brasil, a União da Ilha do Governador se classificou em oitavo lugar. Acadêmicos do Grande Rio ficou em nono lugar abordando o contraste entre o espírito festivo dos indígenas e a repulsa a essas manifestações por parte dos colonizadores portugueses. Portela e Caprichosos de Pilares somaram a mesma pontuação final. O desempate, no quesito Bateria, deu o décimo lugar à Portela, que realizou um desfile sobre a Era Vargas. Caprichosos foi a décima primeira colocada retratando o período de 1956 a 1992 (pré, durante, e pós ditadura militar). Antepenúltima colocada, a Tradição desfilou a influência da cultura negra no Brasil. Após 21 anos consecutivos na elite do carnaval, a Unidos de Vila Isabel foi rebaixada para a segunda divisão. A escola se classificou em penúltimo lugar com um desfile sobre os povos indígenas no Brasil. Recém promovida ao Grupo Especial, após conquistar o vice-campeonato do Grupo A de 1999, a Unidos do Porto da Pedra foi rebaixada de volta para a segunda divisão. Com um desfile sobre a transição do Brasil de Império para a República, a escola obteve a última colocação.
| Legenda: Desfile das Campeãs Rebaixadas para o Grupo A |

| Col. | Escola                                | Enredo                                                                                     | Carnavalesco(a)                                                     | Pontos | Desempate        |
| ---- | ------------------------------------- | ------------------------------------------------------------------------------------------ | ------------------------------------------------------------------- | ------ | ---------------- |
| 1    | Imperatriz Leopoldinense              | Quem Descobriu o Brasil, Foi Seu Cabral, no Dia 22 de Abril, Dois Meses Depois do Carnaval | Rosa Magalhães                                                      | 299,5  | -                |
| 2    | Beija-Flor                            | Brasil, Um Coração que Pulsa Forte, Pátria de Todos ou Terra de Ninguém?                   | Cid Carvalho, Fran Sérgio, Nelson Ricardo, Shangai e Ubiratan Silva | 299    | -                |
| 3    | Unidos do Viradouro                   | Brasil: Visões de Paraísos e Infernos                                                      | Joãosinho Trinta                                                    | 298    | -                |
| 4    | Mocidade Independente de Padre Miguel | Verde, Amarelo, Branco, Anil, Colorem o Brasil no Ano 2000                                 | Renato Lage                                                         | 297,5  | -                |
| 5    | Unidos da Tijuca                      | Terra dos Papagaios... Navegar Foi Preciso!                                                | Chico Spinoza                                                       | 293    | -                |
| 6    | Acadêmicos do Salgueiro               | Sou Rei, Sou Salgueiro, Meu Reinado É Brasileiro                                           | Mauro Quintaes                                                      | 290    | -                |
| 7    | Estação Primeira de Mangueira         | Dom Obá II - Rei dos Esfarrapados, Príncipe do Povo                                        | Alexandre Louzada                                                   | 289    | -                |
| 8    | União da Ilha do Governador           | Pra não Dizer que não Falei das Flores                                                     | Mário Borriello                                                     | 286,5  | -                |
| 9    | Acadêmicos do Grande Rio              | Carnaval à Vista - Não Fomos Catequizados, Fizemos Carnaval                                | Max Lopes                                                           | 284    | -                |
| 10   | Portela                               | Trabalhadores do Brasil, a Época de Getúlio Vargas                                         | José Félix                                                          | 276    | Bateria (30 pts) |
| 11   | Caprichosos de Pilares                | Brasil, Teu Espírito É Santo                                                               | Etevaldo Brandão                                                    | 276    | Bateria (29 pts) |
| 12   | Tradição                              | Liberdade! Sou Negro, Raça e Tradição                                                      | Orlando Junior                                                      | 274,5  | -                |
| 13   | Unidos de Vila Isabel                 | Academia Indígena de Letras - Eu Sou Índio, Eu Também Sou Imortal                          | Oswaldo Jardim                                                      | 272    | -                |
| 14   | Unidos do Porto da Pedra              | Ordem, Progresso, Amor e Folia no Milênio de Fantasia                                      | Jaime Cezário                                                       | 268,5  | -                |

### Premiações

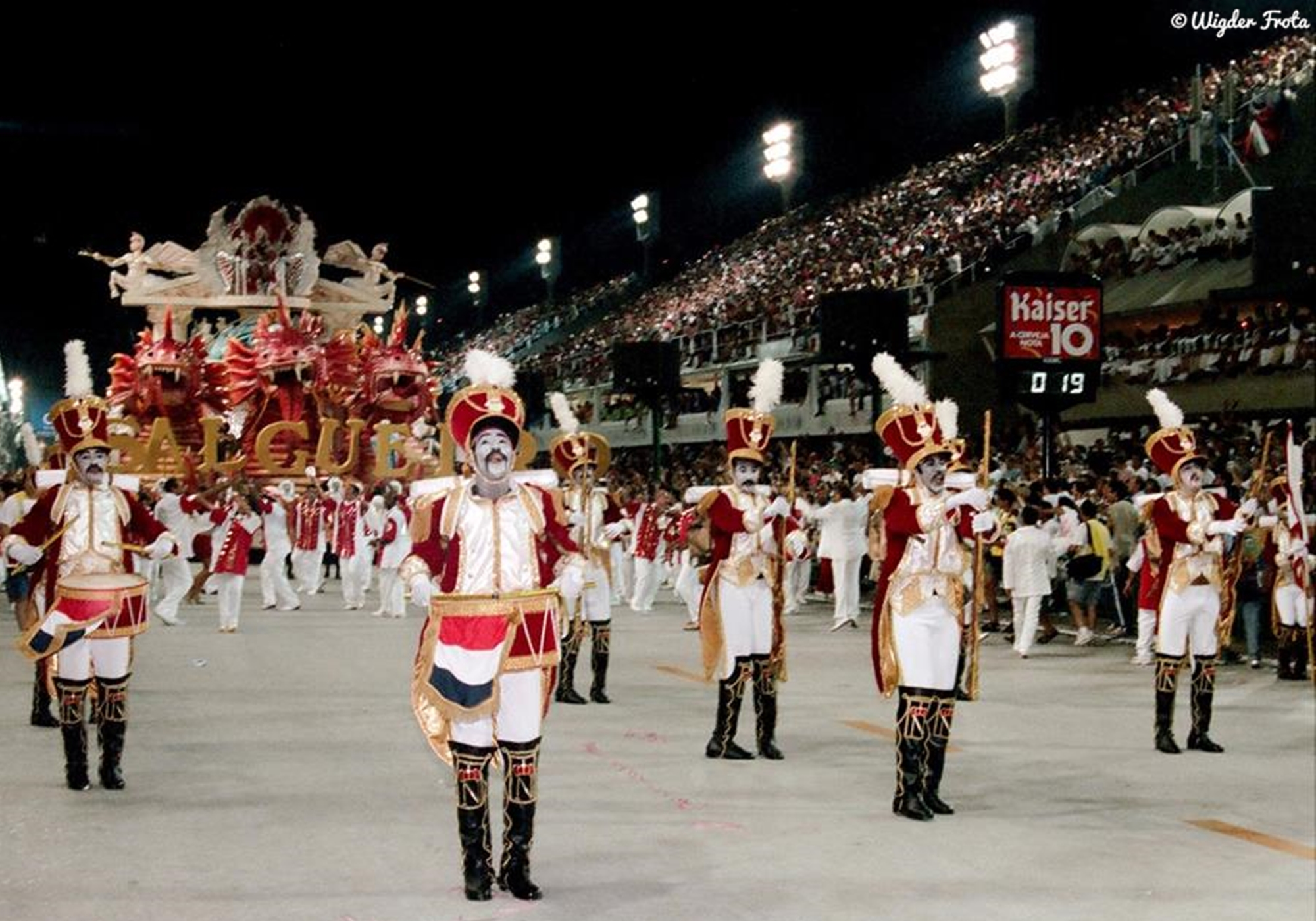
Desfile do Salgueiro em 2000. Escola foi eleita a melhor do ano pelo Estandarte de Ouro.

| Prêmios 2000          | Estandarte de Ouro               | Tamborim de Ouro       |
| --------------------- | -------------------------------- | ---------------------- |
| Melhor escola         | Salgueiro                        | Mangueira              |
| Samba-enredo          | Mangueira                        | Mangueira              |
| Melhor enredo         | Caprichosos de Pilares           | Mocidade Independente  |
| Melhor bateria        | Salgueiro                        | Mocidade Independente  |
| Melhor mestre-sala    | Paulo Roberto (Unidos da Tijuca) | Claudinho (Beija-Flor) |
| Melhor porta-bandeira | Selminha (Beija-Flor)            | Selminha (Beija-Flor)  |
| Comissão de frente    | Imperatriz Leopoldinense         | Mangueira              |
| Melhor ala de baianas | Imperatriz Leopoldinense         | Mangueira              |

### Desfile das Campeãs
O Desfile das Campeãs foi realizado a partir da noite do sábado, dia 11 de março de 2000, no Sambódromo da Marquês de Sapucaí. O desfile foi aberto por crianças de escolas de samba mirins. Em seguida se apresentou a escola de samba italiana Cento Carnavalle d'Europa e a Unidos do Mundo, em que foliões de doze países desfilaram ao som de um samba inédito de Martinho da Vila. Logo após, as cinco primeiras colocadas do Grupo Especial desfilaram seguindo a ordem inversa de classificação. Assim como no ano anterior, a campeã, Imperatriz, recebeu vaias do público. A partir desse ano, as escolas do grupo de acesso deixaram de participar do Desfile das Campeãs.
| Ordem dos desfiles |
| 1. Escolas de samba mirins 2. Cento Carnavalle d'Europa 3. Unidos do Mundo 4. Unidos da Tijuca 5. Mocidade Independente de Padre Miguel 6. Unidos do Viradouro 7. Beija-Flor 8. Imperatriz Leopoldinense |

## Grupo A

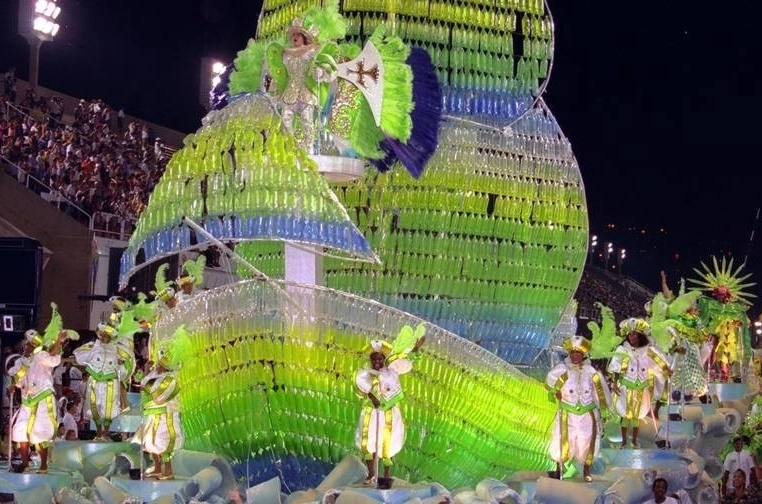
Alegoria feita de garrafas PET no desfile do Império Serrano de 2000. Escola foi a campeã do Grupo A.

O desfile do Grupo A (segunda divisão) foi organizado pela Associação das Escolas de Samba da Cidade do Rio de Janeiro e realizado a partir das 19 horas do sábado, dia 4 de março de 2000, no Sambódromo da Marquês de Sapucaí.
| Ordem dos desfiles |
| 1. Inocentes de Belford Roxo 2. Acadêmicos da Rocinha 3. Unidos do Cabuçu 4. Império Serrano 5. Estácio de Sá 6. Unidos do Jacarezinho 7. São Clemente 8. Império da Tijuca 9. Acadêmicos do Cubango 10. Em Cima da Hora 11. Acadêmicos de Santa Cruz 12. Paraíso do Tuiuti |

### Classificação
Com nota máxima de todos os julgadores, o Império Serrano foi campeão, garantindo seu retorno ao Grupo Especial, de onde foi rebaixado no ano anterior. Este foi o segundo título do Império na segunda divisão. A escola realizou um desfile sobre a Batalha dos Guararapes. Vice-campeã, a Paraíso do Tuiuti garantiu sua promoção inédita à primeira divisão. A escola teve a mesma pontuação final que a Em Cima da Hora. O desempate foi no quesito Harmonia.
| Legenda: Promovidas ao Grupo Especial Rebaixadas para o Grupo B |

| Col. | Escola                    | Enredo                                                    | Carnavalesco(a)                    | Pontos | Desempate           |
| ---- | ------------------------- | --------------------------------------------------------- | ---------------------------------- | ------ | ------------------- |
| 1    | Império Serrano           | Os Canhões de Guararapes                                  | Sílvio Cunha                       | 200    | -                   |
| 2    | Paraíso do Tuiuti         | Um Monarca na Fuzarca                                     | Paulo Menezes e José Carlos Amato  | 195,5  | Harmonia (20 pts)   |
| 3    | Em Cima da Hora           | Oswaldo Cruz, a Saga de Um Herói Brasileiro               | Alex de Souza e Ernesto Nascimento | 195,5  | Harmonia (19 pts)   |
| 4    | São Clemente              | No Ano 2000, a São Clemente É Tupi com Sergipe na Sapucaí | João Luís de Moura e Sônia Regina  | 194    | Bateria (20 pts)    |
| 5    | Inocentes de Belford Roxo | Petrópolis, Roxo de Amor por Você                         | Alexandre Louzada                  | 194    | Bateria (19,5 pts)  |
| 6    | Acadêmicos de Santa Cruz  | Brasil, do Extrativismo à Reciclagem, 500 Anos de Riqueza | Fernando Alvarez                   | 191,5  | Harmonia (19,5 pts) |
| 7    | Império da Tijuca         | O Ouro Vermelho de Pati do Alferes                        | Eduardo Silva                      | 191,5  | Harmonia (19 pts)   |
| 8    | Estácio de Sá             | Envergo, mas não Quebro                                   | Jorge Cunha e Paulo Trabachini     | 191    | -                   |
| 9    | Acadêmicos da Rocinha     | O Sonho da França Antártica de Villegagnon                | Luciano Costa                      | 187,5  | -                   |
| 10   | Unidos do Jacarezinho     | Do Barão à Fundação, 100 Anos a Serviço da Nação          | Cláudio Santos e Everton Domingos  | 186    | -                   |
| 11   | Acadêmicos do Cubango     | Por Uma Independência de Fato                             | Max Lopes e Amarildo de Mello      | 173,5  | -                   |
| 12   | Unidos do Cabuçu          | Brasil 500... Ano 2000, Cabral Faz a Festa no Brasil      | Lane Santana                       | 155,5  | -                   |

## Grupo B
O desfile do Grupo B (terceira divisão) foi organizado pela AESCRJ e realizado a partir da noite da terça-feira, dia 7 de março de 2000, no Sambódromo da Marquês de Sapucaí.
| Ordem dos desfiles |
| 1. Unidos de Lucas 2. União de Jacarepaguá 3. Leão de Nova Iguaçu 4. Boi da Ilha do Governador 5. Acadêmicos do Engenho da Rainha 6. Arrastão de Cascadura 7. Arranco 8. Unidos da Villa Rica 9. Unidos da Ponte 10. Lins Imperial 11. Acadêmicos do Sossego 12. Foliões de Botafogo |

### Classificação
Leão de Nova Iguaçu foi o campeão, garantindo seu retorno ao Grupo A, de onde estava afastado desde 1995. A escola realizou um desfile sobre o Caminho Velho e a Estrada Real do Comércio, duas vias que ligavam o Rio à Minas Gerais. Unidos da Ponte, Unidos da Villa Rica e Boi da Ilha do Governador também foram promovidas à segunda divisão.
| Legenda: Promovidas ao Grupo A Rebaixadas para o Grupo C |

| Col. | Escola                          | Enredo                                                                 | Carnavalesco(a)                  | Pontos |
| ---- | ------------------------------- | ---------------------------------------------------------------------- | -------------------------------- | ------ |
| 1    | Leão de Nova Iguaçu             | O Leão no Caminho do Ouro                                              | Jaime Cezário                    | 203,5  |
| 2    | Unidos da Ponte                 | As Damas do Samba - D. Zica e D. Neuma                                 | Edgley Cunha                     | 198    |
| 3    | Unidos da Villa Rica            | Coração de Três Raças                                                  | Sérgio Murillo                   | 193,5  |
| 4    | Boi da Ilha do Governador       | Paranapuan - Governador na História de Uma Ilha, Memórias de Uma Nação | Guilherme Alexandre              | 191,5  |
| 5    | União de Jacarepaguá            | O Vento que Venta Lá, Venta Cá                                         | Jorge Mendes                     | 188,5  |
| 6    | Lins Imperial                   | No Ano 2000, o Rei Conga É Cultura nos 500 Anos do Brasil              | Jorge Caribé                     | 186,5  |
| 7    | Arranco                         | Brasil, 500 Anos em Três Raças                                         | Paulo Barros                     | 185,5  |
| 8    | Foliões de Botafogo             | Palmares em Festa                                                      | José Roberto Henzze              | 184,5  |
| 9    | Acadêmicos do Sossego           | Bahia em Quatro Tempos: de Caymmi ao Axé, Música Baiana Leva Fé        | Mauro Quintaes e Eduardo Minucci | 184    |
| 10   | Unidos de Lucas                 | Se Eu não Cumprir Promessa, Me Processa                                | Ney Roriz                        | 180,5  |
| 11   | Acadêmicos do Engenho da Rainha | Nos 500 Anos, o Engenho Engrossa o Caldo e Mostra a Cana               | Marcello Portela                 | 178,5  |
| 12   | Arrastão de Cascadura           | Caxambu, da Hidrópolis Real a Corte no Carnaval                        | Reginaldo Rocha                  | 167,5  |

## Grupo C
O desfile do Grupo C (quarta divisão) foi organizado pela AESCRJ e realizado a partir da noite do domingo, dia 5 de março de 2000, na Avenida Rio Branco.
| Ordem dos desfiles |
| 1. Vizinha Faladeira 2. Boêmios de Inhaúma 3. Renascer de Jacarepaguá 4. Mocidade Independente de Inhaúma 5. Difícil É o Nome 6. Arrastão de São João 7. Mocidade Unida do Santa Marta 8. Mocidade Unida de Jacarepaguá 9. Acadêmicos de Vigário Geral 10. Canários das Laranjeiras 11. Unidos da Vila Kennedy 12. Unidos de Padre Miguel |

### Classificação
Unidos da Vila Kennedy foi a campeã, garantindo seu retorno ao Grupo B, de onde estava afastada desde 1995. A escola realizou um desfile sobre as crianças. Renascer de Jacarepaguá, Difícil É o Nome e Vizinha Faladeira também foram promovidas à terceira divisão.
| Legenda: Promovidas ao Grupo B Rebaixadas para o Grupo D |

| Col. | Escola                           | Enredo                                                           | Carnavalesco(a)                   | Pontos |
| ---- | -------------------------------- | ---------------------------------------------------------------- | --------------------------------- | ------ |
| 1    | Unidos da Vila Kennedy           | Criança Brasil: Um Sonho, Uma Esperança...                       | Edson Siqueira                    | 205    |
| 2    | Renascer de Jacarepaguá          | O Início da História com Certidões e Vitórias                    | Sandro Gomes                      | 200,5  |
| 3    | Difícil É o Nome                 | Nos 500 Anos de Brasil, o Meu Rio Continua Lindo!!!              | Marinaldo Bezerra                 | 191,5  |
| 4    | Vizinha Faladeira                | Mata Atlântica, SOS nos 500 Anos do Brasil                       | Comissão de Carnaval              | 191    |
| 5    | Unidos de Padre Miguel           | Bahia de Todos os Negros                                         | Cidinho                           | 188,5  |
| 6    | Canários das Laranjeiras         | Canários em Louvação                                             | Sérgio Kautzman e Armando Martins | 188    |
| 7    | Mocidade Unida do Santa Marta    | Jamaica, Bahia, Rio e Afro Pop                                   | Vanir Ednardo                     | 186    |
| 8    | Mocidade Independente de Inhaúma | Canta Brasil, Dança Mocidade, 500 Anos de Felicidade             | Carlinhos da Abolição             | 182,5  |
| 9    | Mocidade Unida de Jacarepaguá    | Abram-alas à Comissão de Frente e a Porta-bandeira da Imperatriz | Wanderley Caramba                 | 181    |
| 10   | Boêmios de Inhaúma               | A Borboleta da Imaginação Pousa em Sua Flor Maior...             | Luiz Carlos do Valle              | 179    |
| 11   | Arrastão de São João             | Brasileiros, Quem Somos Nós???                                   | Gino Fonseca                      | 174,5  |
| 12   | Acadêmicos de Vigário Geral      | Nessa Terra Brasil                                               | Paulo Flores                      | 170,5  |

## Grupo D
O desfile do Grupo D (quinta divisão) foi organizado pela AESCRJ e realizado a partir da noite da segunda-feira, dia 6 de março de 2000, na Rua Cardoso de Morais, em Bonsucesso.
| Ordem dos desfiles |
| 1. Unidos do Cabral 2. Sereno de Campo Grande 3. União do Parque Curicica 4. Unidos do Valéria 5. Unidos do Anil 6. União de Guaratiba 7. Unidos da Vila Santa Tereza 8. Acadêmicos do Dendê 9. Imperial de Morro Agudo 10. Alegria da Zona Sul 11. Arame de Ricardo 12. Infantes da Piedade |

### Classificação
Alegria da Zona Sul foi a campeã, garantindo seu retorno ao Grupo C, de onde foi rebaixada no ano anterior. União do Parque Curicica, Imperial de Morro Agudo e Unidos do Anil também foram promovidas à quarta divisão.
| Legenda: Promovidas ao Grupo C Rebaixadas para o Grupo E |

| Col. | Escola                      | Enredo                                                                         | Carnavalesco(a)                |
| ---- | --------------------------- | ------------------------------------------------------------------------------ | ------------------------------ |
| 1    | Alegria da Zona Sul         | Negro, Quem És                                                                 | Oswaldo Luiz e Carlos André    |
| 2    | União do Parque Curicica    | Na Virada do Milênio, a Esperança de Um Povo                                   | Sandro Gomes                   |
| 3    | Imperial de Morro Agudo     | Chegou o Ano 2000, Manoel Reis, Personalidade Iguaçuana Fez História no Brasil | Luiz Cavalcante                |
| 4    | Unidos do Anil              | Luxo e Nobreza, Sensualidade e Beleza, as Magias da Seda                       | Ramiro Montalvão               |
| 5    | Sereno de Campo Grande      | Adelino Moreira, Um Boêmio nos 500 Anos do Brasil                              | Lucas Pinto                    |
| 6    | Unidos da Vila Santa Tereza | Riquezas Mil do Amado Brasil                                                   | Cidinho                        |
| 7    | Unidos do Cabral            | A Estrela Elke Brilha na Folia de Momo                                         | Daniele de Aquino Martins      |
| 8    | Infantes da Piedade         | Oruam nas Estações do Mundo                                                    | Mauro Fernandez                |
| 9    | Acadêmicos do Dendê         | Dos Filhos deste Solo Sou Mãe Gentil, Muito Prazer Pátria Brasil               | Antônio Roberto e Alaôr Júnior |
| 10   | Unidos do Valéria           | Valéria Canta e Samba o Sucesso de Bonsucesso                                  | Mauro Quintaes                 |
| 11   | União de Guaratiba          | De Pascoal a Cabral. Terra à Vista! Brasil                                     | Cicinho                        |
| 12   | Arame de Ricardo            | Parabéns pra Você                                                              | Alan Marques                   |

## Grupo E
O desfile do Grupo E (sexta divisão) foi organizado pela AESCRJ e realizado a partir da noite da terça-feira, dia 7 de março de 2000, na Rua Cardoso de Morais.
| Ordem dos desfiles |
| 1. Unidos de Manguinhos 2. Acadêmicos da Barra da Tijuca 3. Unidos do Uraiti 4. União de Vaz Lobo 5. Mocidade de Vicente de Carvalho 6. Delírio da Zona Oeste 7. Acadêmicos da Abolição 8. Gato de Bonsucesso |

### Classificação
Acadêmicos da Barra da Tijuca foi a campeã em seu ano de estreia no carnaval. Acadêmicos da Abolição, Mocidade de Vicente de Carvalho e Unidos de Manguinhos também foram promovidas à quinta divisão.
| Legenda: Promovidas ao Grupo D |

| Col. | Escola                          | Enredo                                                 | Carnavalesco(a)               |
| ---- | ------------------------------- | ------------------------------------------------------ | ----------------------------- |
| 1    | Acadêmicos da Barra da Tijuca   | Da Barra da Tijuca para o Brasil 2000                  | Marcos Roza e Ronaldo Souza   |
| 2    | Acadêmicos da Abolição          | Brasil Te Amo Ainda Mais                               | Carlinhos da Abolição         |
| 3    | Mocidade de Vicente de Carvalho | Brasil, 500 Anos de Cultura Folclórica                 | Altamiro Duarte Moreira (Bia) |
| 4    | Unidos de Manguinhos            | Fui Inconfidente, Sou Brasil, Quero Ser Independente   | Leonardo Soares               |
| 5    | Delírio da Zona Oeste           | Ser Brasileiro, Anseio de Muitos, Privilégio de Poucos | Jorge Ricardo Veríssimo       |
| 6    | Gato de Bonsucesso              | Maria Helena, a Imperatriz do Samba                    | Jorge Fontes                  |
| 7    | União de Vaz Lobo               | Quinhentos Anos de Danças no Brasil                    | Cidinho                       |
| 8    | Unidos do Uraiti                | Santos Ferreira na Ginga do Samba                      | Jairo de Souza                |

## Blocos de enredo
Os desfiles foram organizados pela Federação dos Blocos Carnavalescos do Estado do Rio de Janeiro (FBCERJ).

### Grupo 1
Bloco do China foi o campeão. Últimos colocados, Amizade da Água Branca e Azul e Branco foram rebaixados para o segundo grupo.
| Legenda: Campeão Rebaixados para o Grupo 2 |

| Col. | Bloco                           |
| ---- | ------------------------------- |
| 1    | Bloco do China                  |
| 2    | Mocidade Unida da Mineira       |
| 3    | Coroado de Jacarepaguá          |
| 4    | Magnatas de Engenheiro Pedreira |
| 5    | Império do Gramacho             |
| 6    | Bloco do Barriga                |
| 7    | Unidos da Fronteira             |
| 8    | Amizade da Água Branca          |
| 9    | Azul e Branco                   |

### Grupo 2
Independente da Praça da Bandeira foi o campeão, sendo promovido ao Grupo 1 junto com Raízes da Tijuca e União da Ponte.
| Legenda: Promovidos ao Grupo 1 Rebaixados para o Grupo 3 |

| Col. | Bloco                             |
| ---- | --------------------------------- |
| 1    | Independente da Praça da Bandeira |
| 2    | Raízes da Tijuca                  |
| 3    | União da Ponte                    |
| 4    | Novo Horizonte                    |
| 5    | Império da Leopoldina             |
| 6    | Tradição de Japeri                |
| 7    | Rosa de Ouro                      |
| 8    | Unidos do Alto da Boa Vista       |

### Grupo 3
Grilo de Bangu foi o campeão, sendo promovido ao Grupo 2 junto com Luar de Prata e Roda Quem Pode.
| Legenda: Promovidos ao Grupo 2 |

| Col. | Bloco                         |
| ---- | ----------------------------- |
| 1    | Grilo de Bangu                |
| 2    | Luar de Prata                 |
| 3    | Roda Quem Pode                |
| 4    | Unidos de Parada Angélica     |
| 5    | Chora na Rampa                |
| 6    | Corações Unidos do Amarelinho |
| 7    | Acadêmicos de Nova Campina    |

### Grupo de Avaliação
Cometas do Bispo foi o campeão, sendo promovido ao Grupo 2.
| Legenda: Promovido ao Grupo 2 Promovidos ao Grupo 3 |

| Col. | Bloco                        |
| ---- | ---------------------------- |
| 1    | Cometas do Bispo             |
| 2    | Flor da Primavera            |
| 3    | Tupiniquim da Penha Circular |
| 4    | Amigos de Deodoro            |
| 5    | Unidos de São Nicolau        |